# Perigordiano
Il termine perigordiano (in francese périgordian) viene riferito - soprattutto nella letteratura francese- a due diverse, ma correlate industrie litiche del paleolitico le quali  rappresenterebbero una tradizione contigua. La sua esistenza è compresa nell'arco di tempo che va da circa 35.000 a 20.000 anni fa.
La più antica cultura della tradizione è nota come Castelperroniano (o Perigordiano antico), il quale produsse i cosiddetti utensili denticolati e coltelli di selce particolari. Si è argomentato che questa fosse rimpiazzata dal Gravettiano (o Perogordiano recente) con le sue punte di Font Robert e i bulini di Noailles. La tradizione culminò nel proto-Magdaleniano. 
I critici hanno posto in rilievo il fatto che nessuna sequenza continua di occupazione perigordiana è stata ancora trovata e che la tradizione attribuisce una co-esistenza separata rispetto all'industria degli aurignaziani, piuttosto che una differenziazione da quelle che esistevano prima e dopo di essa.